# Turbulences (série télévisée)
Pour les articles homonymes, voir Turbulences.
Turbulences est une série télévisée de 6 épisodes de 13 minutes créée par Virginie Boy et Nicolas Hourès et diffusée entre le 11 avril et le 16 mai 2006 sur Canal+.

## Synopsis
Turbulences raconte en temps réel, le destin d’un homme ordinaire Clovis Flabert, qui en 80 minutes va changer radicalement de vie. Cette comédie noire nous entraine dans un dédale de couloirs, de faux espoirs et de petites victoires jusqu’au climax de la confrontation avec la star littéraire du moment : Gordon Spooner, chouchou des médias, caricature de l’imposture. Notre héros saura-t-il, tirer avantage de son handicap, et lui voler littéralement la vedette au prix de sa propre identité ?

## Fiche technique
- Titre : Turbulences
- Réalisation : Nicolas Hourès
- Scénario : Virginie Boy et Nicolas Hourès
- Producteur : Gilles Galud (La Parisienne d'Images)
- Directeur de la photographie : Vincent Muller
- Chef Décorateur : Benjamin Brunet
- Steadycamer : Stéphane Chollet
- Musique Originale : X-track
- Pays d'origine : France
- Genre : Série d'animation
- Durée : 6 x 13 minutes

## Distribution
- Michaël Abiteboul : Clovis Flabert
- Fleur Abot : Asia
- Michel Boy : Kaplan
- Francis Leplay : Pierre Tisserand
- Ludmila Ruoso : Marilou

## Récompenses et nominations
- Festival de la fiction TV de Saint-Tropez 2006[1] : 
  - Prix spécial du jury
  - Prix de la Révélation pour le comédien Michaël Abiteboul